# Ołeksandr Szyszman
Ołeksandr Fedorowycz Szyszman (ukr. Олександр Шишман ; ur. 4 stycznia 1989) – ukraiński zapaśnik walczący w stylu klasycznym. Jedenasty na mistrzostwach świata w 2015. Brązowy medalista mistrzostw Europy w 2014. Piąty na igrzyskach europejskich w 2015. Brązowy medalista igrzysk wojskowych w 2015 i 2019. Mistrz świata wojskowych w 2010 i 2013. Siódmy w Pucharze Świata w 2016. Brązowy medal mistrzostw świata (2008) i  wicemistrz Europy (2008) w kategorii juniorów.